# Steven de Jongh
Pour les articles homonymes, voir de Jongh.

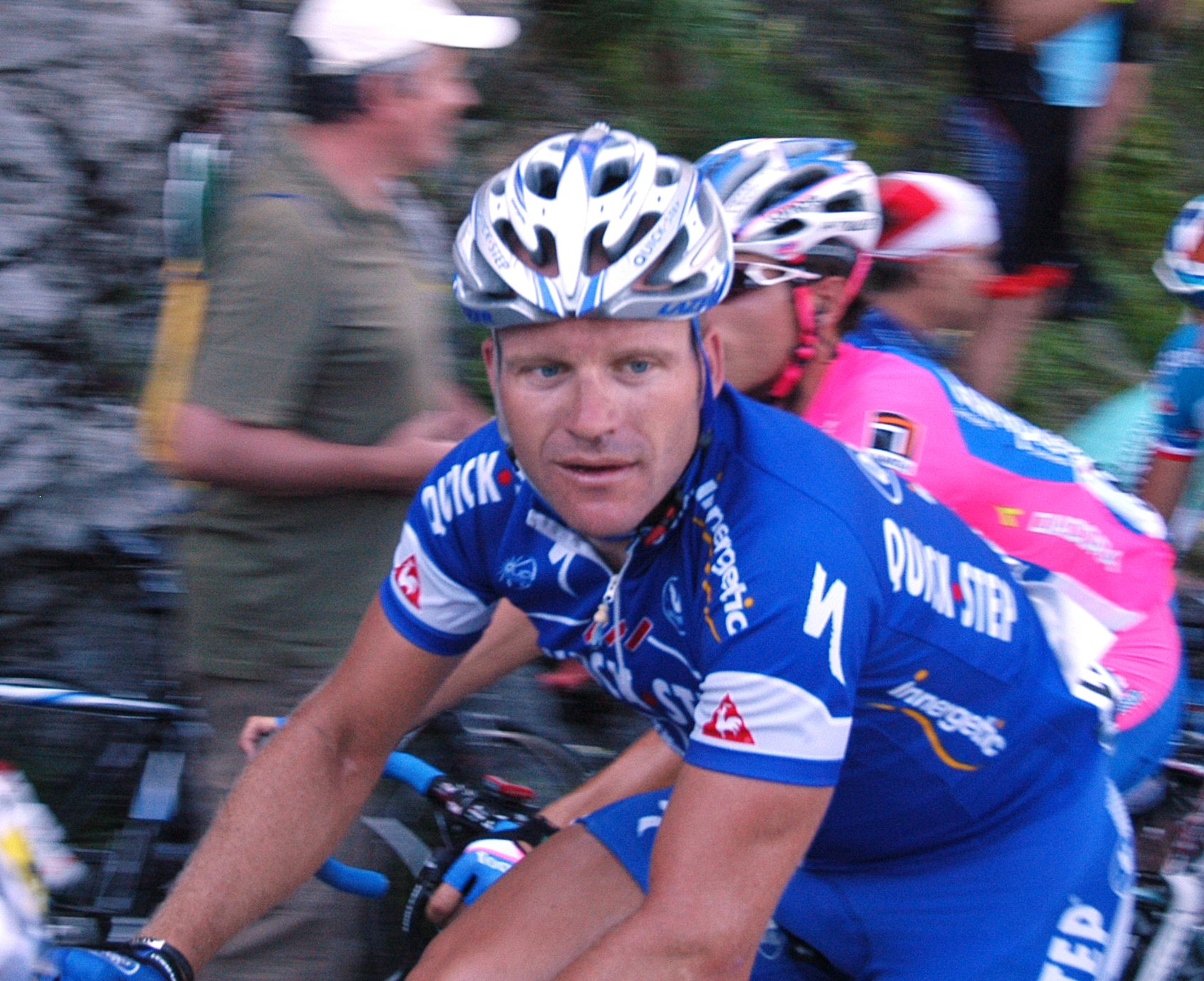
De Jongh pendant le Tour de 2007

Steven de Jongh est un coureur cycliste néerlandais, né le 25 novembre 1973 à Alkmaar et passé professionnel en 1996. Il est principalement connu pour ses qualités de sprinter. Il a remporté la semi-classique Veenendaal-Veenendaal à deux reprises, en 2000 et 2001, ainsi que Kuurne-Bruxelles-Kuurne en 2004 et 2008 et le Grand Prix E3 en 2003. Il a mis un terme à sa carrière à la fin de la saison 2009 avec une dernière victoire durant l'année, le Championnat des Flandres. Il devient directeur sportif dans l'équipe Sky. En 2012, il quitte le poste qu'il occupe au sein de l'équipe Sky, après avoir reconnu s'être dopé au cours de sa carrière cycliste. Il est actuellement directeur sportif de l'équipe Trek-Segafredo.

## Biographie

### 1996-1999: TVM
Passé professionnel en 1996 dans l'équipe du TVM-Farm Frites, Steven de Jongh obtient sa première victoire professionnelle en 1997 en remportant une étape du Tour de Burgos. L'année suivante, il remporte une étape et le classement général du Tour de Suède.
L'année 1999 commence bien pour De Jongh : il profite d'une échappée pour obtenir la troisième place des Trois Jours de Flandre-Occidentale, puis remporte au sprint la 7e étape de Tirreno-Adriatico à Civitanova Marche. La suite de sa saison est moins remarquable, mais il termine deuxième du Prix national de clôture, prouvant qu'il est de ces coureurs qui s'illustrent tout au long de l'année.

### 2000-2005: Rabobank
Fort de ces succès, De Jongh rejoint l'équipe néerlandaise Rabobank en 2000. Il prouve qu'il est capable de remporter des courses d'un jour tant au sprint, comme la Coupe Sels ou le Henk Vos Memorial, qu'échappé, comme Veenendaal-Veenendaal ou le Prix national de clôture. Il participe également au Tour d'Italie, où il obtient plusieurs places d'honneur dans les sprints. 
Au cours des deux années suivantes, De Jongh remporte à nouveau quelques succès : un nouveau Veenendaal-Veenendaal en 2001, une nouvelle Coupe Sels et le Tour de l'Aéroport de Cologne-Bonn en 2002, et une étape du Tour des Pays-Bas la même année. Mais c'est entre 2003 et 2005 qu'il obtient ses plus beaux succès. En 2003, il remporte une étape des Trois Jours de La Panne et d'une troisième Coupe Sels, mais surtout le Grand Prix E3, devançant au sprint Steffen Wesemann et Stijn Devolder. En 2004, il remporte Kuurne-Bruxelles-Kuurne, puis termine quatrième du Grand Prix E3. En fin de saison, il termine deuxième du Circuit franco-belge et du Prix national de clôture. 
Enfin, en 2005, il prouve à nouveau ses qualités de flandrien en terminant troisième du Het Volk, puis en remportant Nokere Koerse. La même année, il termine deuxième du Tour de Hollande-Septentrionale, et manque de peu le titre de Champion des Pays-Bas, battu par Léon van Bon. En fin de saison, il termine deuxième du Tour de Rijke et du Tour du Piémont.

### 2006-2009: Quick Step
Il est alors recruté par l'équipe Quick Step-Innergetic, qui en fait un équipier de luxe pour son leader sur les courses flamandes, Tom Boonen. Excellent équipier, De Jongh va prouver également sa capacité à tirer son épingle du jeu. Ainsi, dès 2006, il remporte au sprint une nouvelle étape des Trois Jours de La Panne, puis termine 13e de Paris-Roubaix, et deuxième du Grand Prix de l'Escaut, derrière son leader Tom Boonen. En septembre de la même année, il termine troisième de Paris-Bruxelles, à nouveau derrière Tom Boonen, deuxième du Championnat des Flandres, et remporte le Delta Profronde. 
Dès le début de la saison 2007, De Jongh profite de l'excellent contre la montre par équipe de la Quick Step-Innergetic pour terminer troisième du Tour du Qatar, derrière deux de ses coéquipiers. Assumant son rôle d'équipier tout au long de la saison, il peut jouer sa propre carte en septembre, où il termine successivement cinquième du Grand Prix Ouest-France et de Paris-Bruxelles, troisième du Mémorial Rik Van Steenbergen, puis vainqueur du Omloop van de Vlaamse Scheldeboorden et du Circuit du Houtland. Il termine enfin quatrième de Paris-Tours, son meilleur résultat sur une classique de ce niveau. 
En 2008, de Jongh termine deuxième du Tour du Qatar, toujours derrière son leader Tom Boonen. Profitant du jeu d'équipe, il remporte pour la deuxième fois Kuurne-Bruxelles-Kuurne, puis termine deuxième d'À travers les Flandres derrière Sylvain Chavanel. Il manque à nouveau le titre de Champion des Pays-Bas, terminant troisième, et remporte en fin de saison pour la deuxième fois le Tour de Rijke. 

### 2010-2012
Steven de Jongh devient membre de l'encadrement technique de l'équipe Sky en 2010. À la suite de l'affaire Armstrong, l'équipe Sky décide en octobre 2012 de créer une charte que doit signer l'ensemble de l'équipe et qui écarte tout lien avec le dopage. De Jongh, avouant alors s'être dopé à l'EPO de 1998 à 2000, ne peut signer cette charte et est écarté de l'équipe.

## Palmarès et résultats

### Palmarès amateur
| - 1991 - Champion des Pays-Bas sur route juniors - 1992 - 3e de l'Omloop Houtse Linies - 3e du Dorpenomloop Rucphen - 1994 - 1re étape de l'OZ Wielerweekend - 2e étape du Tour du Poitou-Charentes et de la Vienne - Ronde van Zuid-Holland - 6e étape de l'Olympia's Tour - 11e étape de la Commonwealth Bank Classic - 3e de l'Étoile de Zwolle | - 1995 - Champion des Pays-Bas sur route espoirs - 1re, 9e et 10e étapes du Tour d'Autriche - Grand Prix de Waregem - PWZ Zuidenveldtour - 1re étape du Tour de Pologne - 2e du Circuit de Campine - 2e de l'Étoile de Zwolle - 3e du Tour de Drenthe |  |

### Palmarès professionnel
| - 1997 - 3e étape du Tour de Burgos - 2e étape du Tour de l'Avenir - 3e étape du Boland Bank Tour - 1998 - Tour de Suède : - Classement général - 2e étape - 4e étape de l'Étoile de Bessèges - 3e du Prix national de clôture - 1999 - 7e étape de Tirreno-Adriatico - 1 étape du Tour de Galice - 4e étape du Tour de Castille-et-León - 2e étape du Tour de la province de Lucques - 2e du Prix national de clôture - 3e des Deux Jours des Éperons d'or - 3e du championnat des Flandres - 2000 - Prix national de clôture - Veenendaal-Veenendaal - Coupe Sels - 2001 - Veenendaal-Veenendaal - 3e des Deux Jours des Éperons d'or - 2002 - Coupe Sels - 1reb et 2e étapes du Tour de Suède - 2e étape du Tour des Pays-Bas - Ruddervoorde Koerse - 2e du Delta Profronde - 3e de la Nokere Koerse - 2003 - Coupe Sels - Grand Prix E3 - 3ea étape des Trois Jours de La Panne - 2004 - Kuurne-Bruxelles-Kuurne - 2e du Circuit franco-belge - 2e du Prix national de clôture | - 2005 - Nokere Koerse - 2e du Tour du Nord des Pays-Bas - 2e du championnat des Pays-Bas sur route - 2e du Tour de Rijke - 2e du Tour du Piémont - 3e du Circuit Het Volk - 2006 - Delta Profronde - 3ea étape des Trois Jours de La Panne - 2e du Grand Prix de l'Escaut - 2e du championnat des Flandres - 3e de Paris-Bruxelles - 2007 - 1re étape du Tour du Qatar (contre-la-montre par équipes) - Grand Prix Briek Schotte - Circuit du Houtland - Circuit des bords flamands de l'Escaut - 3e du Tour du Qatar - 4e de Paris-Tours - 5e du Grand Prix de Plouay - 2008 - 1re étape du Tour du Qatar (contre-la-montre par équipes) - Kuurne-Bruxelles-Kuurne - Tour de Rijke - 2e du Tour du Qatar - 2e d'À travers les Flandres - 3e du championnat des Pays-Bas sur route - 2009 - Championnat des Flandres - 2e du Circuit Mandel-Lys-Escaut - 3e du Dutch Food Valley Classic - 3e du Mémorial Rik Van Steenbergen |  |

### Résultats sur les grands tours

#### Tour de France
6 participations
- 1998 : non-partant (19e étape)
- 2001 : abandon (7e étape)
- 2006 : abandon (16e étape)
- 2007 : 123e
- 2008 : 125e
- 2009 : 153e

#### Tour d'Italie
3 participations
- 2000 : 126e
- 2002 : 98e
- 2005 : abandon (13e étape)

#### Tour d'Espagne
2 participations
- 1998 : abandon (10e étape)
- 2003 : 146e

## Distinctions
- Cycliste espoirs néerlandais de l'année : 1995